# Leucomium strephomischos
Leucomium strephomischos là một loài Rêu trong họ Leucomiaceae. Loài này được (Welw. & Duby) A. Jaeger mô tả khoa học đầu tiên năm 1880.